# Андерс Тегнелл
Нілс Андерс Тегнелл (нар. 17 квітня 1956 р.) — шведський лікар, який спеціалізується на інфекційних хворобах та державний службовець, нинішній державний епідеміолог Швеції. Працював у Шведському інституті інфекційних хвороб між 2004 та 2005 роками та у Шведській національній раді охорони здоров'я та добробуту між 2005 та 2012 роками. Повернувся до Інституту інфекційних хвороб у 2012 році завідувачем кафедри. Працював державним епідеміологом з 2013 року, спочатку в Інституті, а згодом в Агенції громадського здоров'я Швеції після об'єднання Інституту інфекційних хвороб та Шведського національного інституту громадського здоров'я.
На своїх посадах відігравав ключову роль у відповіді Швеції на пандемію грипу 2009 року та на пандемію COVID-19.

## Біографія
Тегнелл народився в Уппсалі. Став ліцензованим лікарем в Лундському університеті в 1985 році, згодом стажувався в районній лікарні в Естерсунді, а згодом спеціалізувався на інфекційних захворюваннях в університетській лікарні Лінчепінг. На цій посаді в 1990 році він лікував першого хворого на вірусною геморагічну гарячку в Швеції, яка, як вважають, є випадком хвороби, яку спричинює вірус Ебола або ж вірус Марбург.
З 1990 по 1993 рік працював у ВООЗ в Лаосі, щоб створити програми вакцинації. В інтерв'ю газеті Експрессен він опиавє свою роботу на місцях на ВООЗ зі шведською експертною командою під час спалаху хвороби, яку спричинює вірус Ебола 1995 року в Кіквіті, Заїр. З 2002 по 2003 рік також працював національним експертом Європейської Комісії з підготовки на рівні ЄС до загроз громадському здоров'ю, таких як сибірка, натуральна віспа та інші інфекційні захворювання.
Тегнелл здобув науковий ступінь доктора медицини від Лінкепінгського університету в 2003 році та магістра в галузі епідеміології від Лондонської школи гігієни та тропічної медицини в 2004 році. Працював у Шведському інституті контролю за інфекційними захворюваннями (Smittskyddsinstitutet) 2004—2005 рр. та в Національній раді охорони здоров'я та добробуту з 2005 року. Очолюючи відділ контролю інфекційних хвороб в агентстві, він відіграв ключову роль у шведській масштабній програмі вакцинації під час підготовки до пандемії грипу H1N1 у 2009 році. Очолював відділ Інституту контролю за інфекційними захворюваннями 2012—2013. З 2013 року є державним епідеміологом Швеції, спочатку в Інституті контролю за інфекційними захворюваннями, який у 2014 році став частиною Агентства громадського здоров'я Швеції.
Андерс Тегнелл був обраний членом Королівської шведської академії воєнних наук у 2005 році. Його вступна лекція була про вплив пандемій на суспільство.

### Пандемія COVID-19
Пандемічна стратегія Швеції описується як довіра до громадськості діяти відповідально: замість широкомасштабних заборон та обмежень влада радила людям дотримуватися належної гігієни рук, по можливості працювати вдома та практикувати соціальне дистанціювання, а тих, хто старше 70 років, закликали. самоізолюватись, як запобіжний захід.
Незважаючи на скептицизм та критику з боку ряду лікарів та медичних експертів, а також міжнародних ЗМІ, Швеція захищала свою стратегію, при цьому прем'єр-міністр Стефан Лефвен посилався на «здоровий глузд», а Тегнелл заявив, що стратегія коріниться у «давній традиції» поваги до «вільної волі», а також у високому рівні довіри та поваги шведів до органів державної влади. Згідно з опитуванням, проведеним Sifo, довіра населення до Агентства охорони здоров'я зросла з 65 відсотків до 74 відсотків між 9–12 березня та 21–25 березня. Опитування в березні 2020 року, проведене тією ж компанією для TV4, показало, що більше половини (53 %) шведського населення довіряють Тегнеллу, що більше, ніж будь-якому з нинішніх лідерів шведських політичних партій, тоді як 18 % сказали, що не довіряють державному епідеміологу. Під час квітневого опитування частка, яка сказала, що вони довіряють Тегнелу, зросла до 69 %, тоді як кількість тих, хто не довіряє своєму державному епідеміологу, впала до 11 %.

## Особисте життя
Тегнелл живе у Вреті Клостер, за межами Лінчепінга, зі своєю дружиною Маргіт, звідки щодня їздить на роботу в Сульну, Стокгольм. У нього є три дочки: Емілі, Саскія та Аннемік. У вільний час він любить садівництво та подорожі.

## Відзнаки та нагороди
- Член Королівської шведської академії воєнних наук (Kungliga Krigsvetenskapsakademien), 2005 рік